# System parlamentarno-gabinetowy
System parlamentarno-gabinetowy – system polityczny, w którym rząd z premierem na czele jest powołany przez parlament we współpracy z głową państwa, a odpowiedzialność polityczną ponosi przed parlamentem (wotum nieufności, wotum zaufania).
Władza wykonawcza, czyli egzekutywa, ma też prawo wystąpić do głowy państwa z wnioskiem o rozwiązanie parlamentu. Rząd jest powoływany spośród przedstawicieli narodu mających większość w parlamencie. Głowa państwa nie ponosi odpowiedzialności politycznej przed parlamentem, ponoszą ją natomiast członkowie rządu kontrasygnujący jej akty urzędowe. System ten ukształtował się w Wielkiej Brytanii w XVIII w. Rozpowszechniony obecnie we Włoszech, w Hiszpanii, w Danii, Szwecji, Norwegii oraz w krajach Beneluksu i byłego bloku wschodniego (m.in. w Polsce, Czechach, na Słowacji i Węgrzech oraz w krajach bałtyckich). Współcześnie występuje tendencja uniezależniania się rządu od parlamentu. Jego odmianą jest tzw. system kanclerski (Niemcy) lub system gabinetowo-parlamentarny występujący w Wielkiej Brytanii.
Głowa państwa ma przede wszystkim za zadanie reprezentować państwo, a akty przez nią wydane muszą zawierać odpowiednią kontrasygnatę.

## Podstawowe cechy współczesnych systemów parlamentarno-gabinetowych
1. parlament (a przynajmniej jego izba niższa, gdy jest on dwuizbowy) jest wybierany w wyborach powszechnych
2. układ sił w parlamencie (lub podjęte w nim uzgodnienia, gdy żadna z partii nie posiada większości) przesądza o powołaniu premiera i powołaniu rządu
3. rząd ponosi odpowiedzialność polityczną przed parlamentem, który może wyrazić wotum nieufności, oznaczające ustąpienie co najmniej jednego ministra, najczęściej zaś całego gabinetu
4. rząd ma wpływ na rozwiązanie parlamentu (czasem jednej jego izby, gdy jest dwuizbowy) przed upływem kadencji, co powoduje konieczność rozpisania przedterminowych wyborów
5. między parlamentem a rządem istnieje system powiązań organizacyjnych, funkcjonalnych i personalnych (ministrowie mogą być i często są deputowanymi), co oznacza brak separacji władzy ustawodawczej i wykonawczej
6. głowa państwa (w postaci prezydenta lub monarchy) nie kreuje polityki wewnętrznej, ani zagranicznej, spełnia jedynie funkcje reprezentacyjne i ceremonialne, a także wobec woli większości parlamentarnej – powołuje premiera, zarządza wybory przedterminowe.